# Pseudanthias venator
Pseudanthias venator es una especie de peces de la familia Serranidae en el orden de los Perciformes.

## Morfología
• Los machos pueden llegar alcanzar los 8,2 cm de longitud total.

## Hábitat
Es un pez de mar de clima subtropical. 

## Distribución geográfica
Se encuentra en el Japón.